# The Danger Trail
The Danger Trail er en amerikansk stumfilm fra 1917 af Frederick A. Thomson.

## Medvirkende
- H.B. Warner som John Howland
- Violet Heming som Meleese Thoreau
- Lawson Butt som Jean Croisset
- Arthur Donaldson som Pierre Thoreau
- Richard Thornton som Maax Thoreau